# Château de Beaufort-en-Vallée
Le château de Beaufort-en-Vallée est un château situé à Beaufort-en-Vallée, en France.

## Localisation
Le château est situé dans le département français de Maine-et-Loire, sur la commune de Beaufort-en-Vallée.

## Historique
L'édifice est inscrit au titre des monuments historiques en 1951.

## Description
La motte castrale est complètement restructurée afin de recevoir des bâtiments en pierre aux XIVe et XVe siècles.